# Saint-Illiers-le-Bois
Saint-Illiers-le-Bois település Franciaországban, Yvelines megyében. Lakosainak száma 448 fő (2022. január 1.). Saint-Illiers-le-Bois Villiers-en-Désœuvre, Bréval, Lommoye és Saint-Illiers-la-Ville községekkel határos.

## Népesség
A település népessége az elmúlt években az alábbi módon változott:
| Lakosok száma | 454  | 434  | 431  | 427  | 427  | 426  | 425  | 424  | 448  |
|               | 2013 | 2015 | 2016 | 2017 | 2018 | 2019 | 2020 | 2021 | 2022 |